# 주영국 미국 대사관

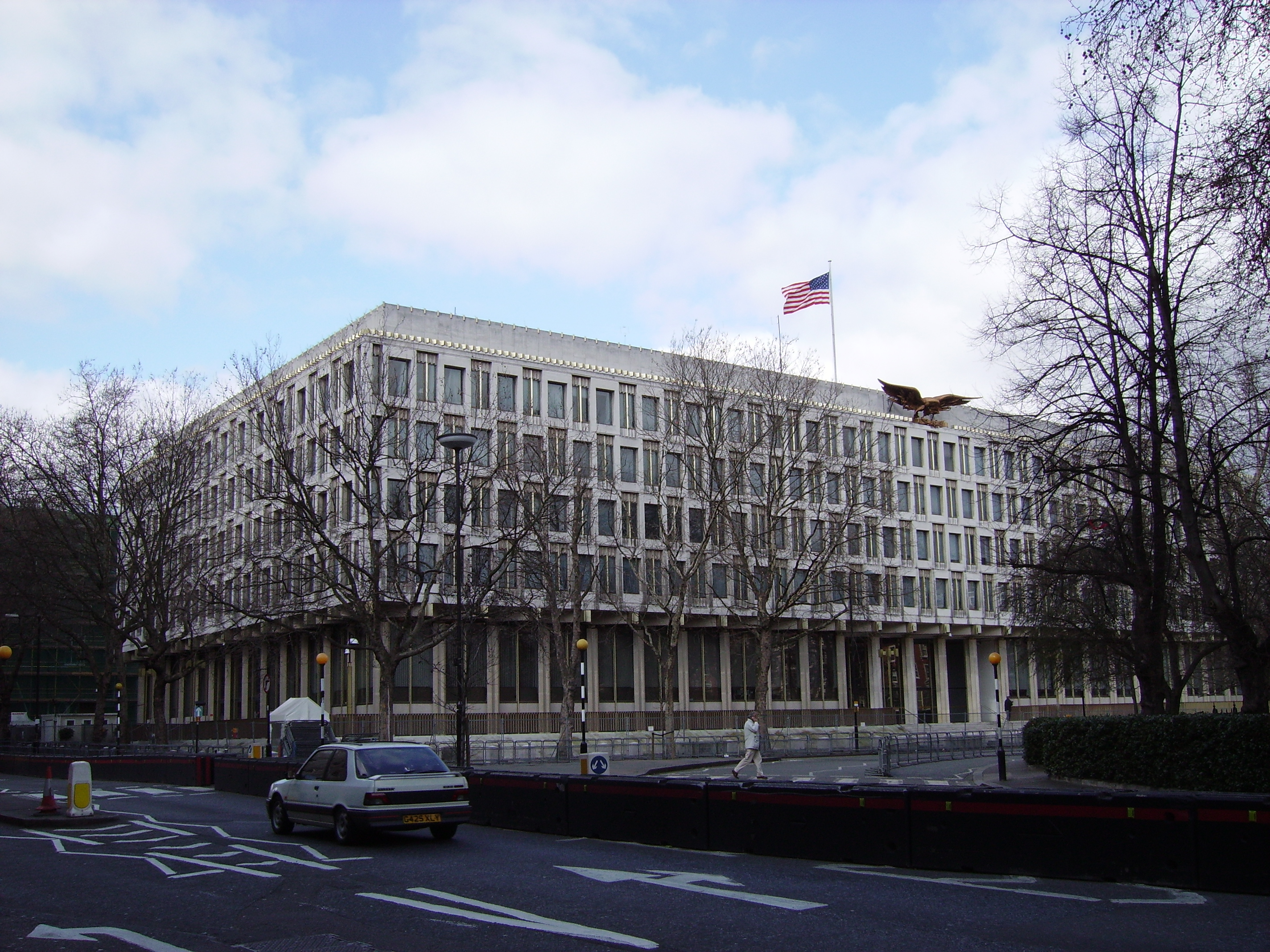
2006년 당시에 있었던 이전의 주영국 미국 대사관 전경.

주영국 미국 대사관(Embassy of the United States, London)은 미국 국무부가 영국 런던에 설치한 대사관이다. 나인엘름스에 위치해 있으며, 서유럽에서 가장 큰 미국 대사관이지만, 영국에서 미국과 관련된 중요한 행사들을 상시적으로 치르고 있는 중심지이다. 존 애덤스가 1785년 공사직을 임명한 이래 런던에는 미국 공사관이 당시에 있었다. 나인엘름스에 위치하고 있는 현재의 대사관 건물은 템스강을 내려다 보기 위해 2017년 12월 13일부터 일반인에게 공개되었으며, 2018년 1월부터 정식으로 개관하였다. 그리고 현임 주영국 미국 대사는 제인 D. 하틀리로, 2022년 5월 27일 영국 정부로부터 신임장을 제정하였다.

## 같이 보기
관련 항목
- 미국-영국 관계
- 주미국 영국 대사관(영어판, 언어 오류(simple)판)
- 윈필드 하우스
- 주영국 미국 대사 목록(영어판)

런던에 설치한 다른 대사관
- 주영국 대한민국 대사관 겸 주국제 해사 기구 대한민국 대표부
- 주영국 이란 대사관
- 주영국 조선민주주의인민공화국 대사관(영어판)
- 주영국 타이베이 대표처 - 형식적으로 대사관급으로 운영되는 대표부임.